# Petr Janyška
Petr Janyška (* 4. dubna 1953 Praha) je český žurnalista, diplomat a překladatel.

## Život
V roce 1977 ukončil studia na Filozofické fakultě Univerzity Karlovy, obor překladatelství a tlumočnictví. Doktorát z francouzské fonetiky a teorie překladu získal tamtéž v roce 1989. Po studií pracoval v letech 1977–1989 jako tlumočník a překladatel. V roce 1988 vyučoval na Univerzitě Karlově externě tlumočnictví.
Pracoval jako překladatel z angličtiny, francouzštiny a polštiny v komunistickém Československu. Publikoval také v samizdatech.
Během sametové revoluce v roce 1989 patřil Petr Janyška k vnitřnímu jádru Občanského fóra, kde byl v období 1989–1990 aktivní v jeho tiskovém středisku. V letech 1990–1992 byl spokuzakladatelem a zástupcem šéfredaktora Respektu; 1992–1994 pracoval v Lidových novinách, též jako zástupce šéfredaktora. V období 1993–1994 se stal též šéfredaktorem české verze Středoevropských novin.
Jiří Dienstbier vzpomínal Petra Janyšku jako na jednu z osobností tvořících nové týmy Ministerstva zahraničí po roce 1989. Od roku 1995 působil v diplomacii, nejprve jako rada na velvyslanectví v Paříži. Velvyslancem ve Francii, kde aktivně lobboval za vstup ČR do Evropské unie, byl v letech 1999–2003. Během svého působení na ministerstvu se mezi jiným zasloužil o zapůjčení manuscriptu z 13. století Codex gigas do ČR.
V roce 2012 se stal vedoucím Českého centra ve Varšavě.

## Dílo

### Překlady
- Portrét svůdce (autor Henriette Jelineková; Praha, Odeon,	1987)[6]
- Promiňte, umírám a jiné vymyšlenosti / (Autor Pierre Schaeffer; Praha, Odeon, 1990)

### Autor
- Jazykové sešity (angličtina)' (Albatros, 1990)[7]

## Ocenění
- Řád umění a literatury (Francie, 2018)[3]
- Státní řád za zásluhy (Francie)